# Schlängelweg

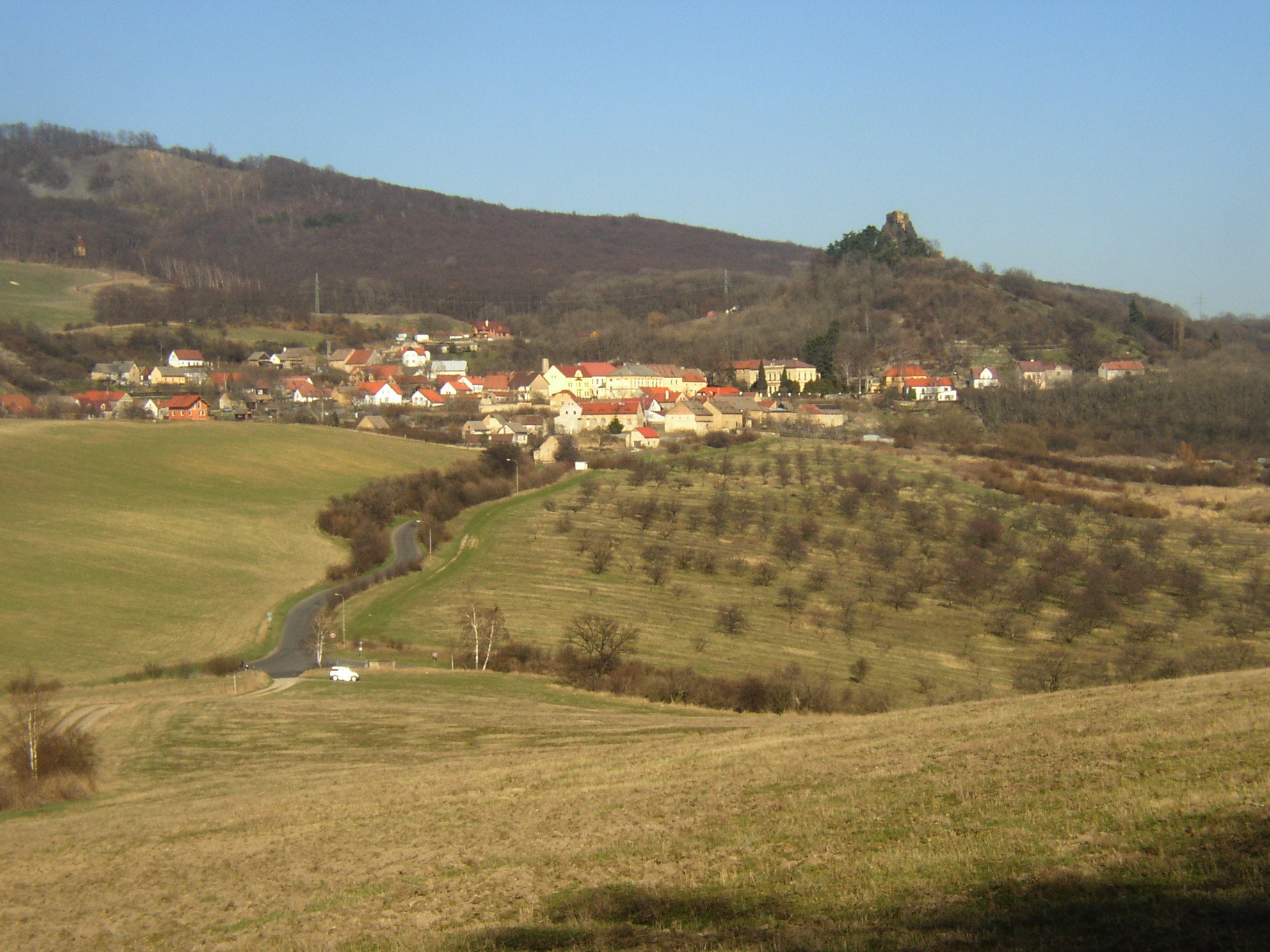
Verlauf des ehemaligen Schlängelwegs an der Burgruine Kamaik im Böhmischen Mittelgebirge

Der Schlängelweg (auch als „Grüne Schlange“ bezeichnet, tschech. Hadovka) war ein historischer Wanderweg durch das Böhmische Mittelgebirge, die Böhmische Schweiz und die Sächsische Schweiz. Er war ein Höhenweg größtenteils auf der rechten Elbseite und führte von Leitmeritz bis nach Pötzscha bzw. Pirna. Als Wegzeichen zur Markierung des Wanderwegs diente eine grüne Schlängellinie.

## Geschichte
Der Schlängelweg entstand vermutlich auf Anregung von Franz Müller (1835–1900), Geodät und Rektor an der Tschechischen Technischen Hochschule Prag. Eröffnet wurde er aber erst 1912 vom Leitmeritzer Mittelgebirgsverein in Zusammenarbeit mit dem Aussiger Gebirgsverein, dem Gebirgsverein für die Böhmische Schweiz und dem Gebirgsverein für die Sächsische Schweiz. Seit dem Jahre 1945 wurde der Wanderweg nicht mehr ausgewiesen.

## Verlauf
Auf der Wanderkarte des Aussiger Gebirgsvereins ist er als Wanderweg „Grüne Schlange“ von Leitmeritz bis Aussig mit folgendem Verlauf dargestellt:
Von Leitmeritz (Litoměřice)  über den Radebeule (Radobýl)  – Michelsberg (Michalovice)  – Groß Tschernosek (Velké Žernoseky)  – Dreikreuzberg (Kalvárie)  oberhalb der Böhmischen Pforte (Česká brána) – Marienkapelle  – Burgruine Kamaik (Kamýk)  oder auf direktem Wege über Knobloschka (Knobloška) zur Burgruine.
Weiter geht es über den Eisberg (Plešivec)  – Radischken (Hradiště)  bei Hlinay (Hlinná) – Forsthaus Mentau (Mentaurov)  – Kundratitz (Kundratice)  zum Aarhorst (Varhošť) .
Es folgt die Martinswand (Martinské stěny) – Tschersing (Čeřeniště)  – Nemschen (Němčí) .
Hier erfolgte ein Abzweig über Sedl (Sedlo) – Hohe Wostrey (Vysoký Ostrý)  – Ober Sedlitz (Sedlo) nach Aussig (Ústí nad Labem) .
Der weitere Wegverlauf führt über Malschen (Malečov)  – Salesl (Horní Zálezly)  – Sulloditz (Suletice)  – Plan (Pláň) und die Planer Koppe (Pláň) und Saubernitz (Zubrnice)  zum Zinkenstein (Buková hora)  mit der Tetschener Baude.
Von hier führt der Weg über Reichen (Rychnov)  – Hortau (Lesná)  – Steinbach (Kamenička) – Kolmener Kippe (Velký Chlum)  – Kolmen (Horní Chlum)  – Kolmer Scheibe über Altstadt (Staré Město)  nach Tetschen (Děčín) .
Der weitere Wegverlauf von Tetschen über den Quaderberg (Stoličná hora)  – Rosenkamm (Růžový Hřeben)  – Binsdorfer Höhe (Kamenský vrch) – Binsdorfer Allee (Knížecní cesta)  – Belvedere  – Elbleiten (Labská Stráň)  – Dürrkamnitzgrund (Suchá Kamenice)  – Herrnskretschen (Hřensko) .
Weiter über die ehemalige Promenade oberhalb von Herrnskretschen und den Heuweg auf dem Pascherweg  unterhalb der Silberwand (Stříbrné stěny) über die Landesgrenze – Großer Winterberg  – Elbleitenweg  – Schrammtor  – Ostrau  – Bad Schandau  – Prossen  – Lilienstein  – Ebenheit – über die Elbe – Königstein  – Weißig – Rauenstein  – Pötzscha , OT von Stadt Wehlen. Später wurde der Weg über die Bärensteine  bis nach Pirna  verlängert.
Anmerkung: Es gab auch einen Höhenweg im Böhmischen Mittelgebirge, der auf der linken Elbseite von Bodenbach an der Elbe (Děčín-Podmokly) über Aussig (Ústí nad Labem) bis Trebnitz (Třebenice) führte und mit einem grünen Dreieck markiert war.